# I disperati di Sandór
I disperati di Sándor (Szegénylegények) è un film del 1966 diretto da Miklós Jancsó.
Il film fa parte di una trilogia che comprende Silenzio e grido (1968) e L'armata a cavallo (1968).

## Trama
Ungheria, 1860. L'Austria ha ristabilito la sua egemonia schiacciando il movimento nazionalista di Luigi Kossuth. L'esercito raduna un gruppo di persone all'interno del quale sospetta la presenza di alcuni capi dell'insurrezione. Con l'inganno, i militari tentano di strappare ai ribelli l'identità dei seguaci del patriota Sándor Rózsa, uno dei leader dei moti del 1848, per giustiziarli.